# Route nationale 30 (France)
Pour les articles homonymes, voir N30 et Route nationale 30.

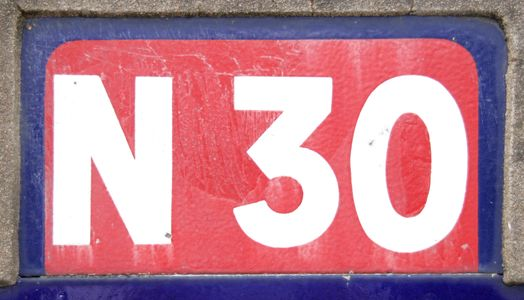
Cartouche de la N 30

La route nationale 30 (RN 30 ou N 30) était jusqu'en 2006 une route nationale française reliant Bapaume à la commune de Quiévrain en Belgique.
Mais en fait, ce tracé correspond à la reprise, à la suite des déclassements des années 1970, d'un tronçon de l'ancienne route nationale 29.
À l'origine, en 1824, la route nationale 30 reliait Rouen à La Capelle.

## Tracé de 1972 à 2006: de Bapaume à Quiévrain
Le tracé correspond à une partie de l'ancienne route nationale 29.
Les communes traversées sont:
- Bapaume (km 0)
- Beugny (km 6)
- Boursies (km 13)
- Mœuvres (km 16)
- Cambrai (km 29)
- Escaudœuvres (km 34)
- Iwuy (km 40)
- Douchy-les-Mines (km 50)
- Valenciennes (km 62)
- Quiévrain (km 75)
- Belgique N 51

Depuis le 1er janvier 2006, elle est numérotée D 930 dans le Pas-de-Calais et en D 630 dans le Nord (transfert des RN aux départements).

## Tracé d'origine (avant 1972)

### De Rouen à Gournay
Le tracé correspond à une partie de l'actuelle route nationale 31. Les communes traversées sont :
- Rouen
- Darnétal
- Martainville
- Vascœuil
- Croisy-sur-Andelle
- La Haye
- La Feuillie
- Gournay-en-Bray

### De Gournay-en-Bray à Saint-Quentin
Ce tronçon est aujourd'hui déclassé en D 930. Il traverse les communes de :
- Ferrières-en-Bray
- Marseille-en-Beauvaisis, où il rencontre l'ancienne route nationale 1 déclassée en D 901
- Crèvecœur-le-Grand
- Hardivillers
- Breteuil-sur-Noye, où il rencontre les anciennes route nationale 16 (sous les numéros actuels D 916 et D 1001) et route nationale 181 (actuellement D 1001)
- Montdidier
- Roye, où il croise la N 17 déclassée en D 1017
- Carrépuis
- Marché-Allouarde
- Nesle
- Ham, où il croise l'ancienne route nationale 32 déclassée en D 932
- Fluquières
- Roupy
- Saint-Quentin

### De Saint-Quentin à La Capelle
Ce tronçon avait été renommé en route nationale 29 déclassée en 2006 en tant que D 1029. Les communes traversées sont :
- Harly
- Homblières
- Origny-Sainte-Benoite
- Mont-d'Origny
- Guise
- Buironfosse
- La Capelle